# Adrodamaeus siculus
Adrodamaeus siculus är en kvalsterart som först beskrevs av Berlese 1910.  Adrodamaeus siculus ingår i släktet Adrodamaeus och familjen Gymnodamaeidae. Inga underarter finns listade i Catalogue of Life.